# 瓦利福奇 (密蘇里州)
瓦利福奇（英語：Valley Forge）是位於美國密蘇里州聖弗朗索瓦縣的鬼鎮。

## 歷史
瓦利福奇的郵局於1867年設立，其後於1900年停運。

## 地理
瓦利福奇所處的海拔為高於海平面261米（即856英呎），而該地所採用的時區為UTC-6，即北美中部時區（CST）。同時該地設有夏令時間，為UTC-6調快一小時，即UTC-5（CDT）。